# Batalha de Navarino
A Batalha Naval de Navarino foi travada em 20 de outubro de 1827, durante a guerra de independência da Grécia (1821–1832), na baía de Navarino, na costa ocidental do Peloponeso, no mar Jônico. Uma armada otomana e egípcia foi destruída por uma força naval conjunta composta por forças britânicas, francesas e russas. É conhecida pelo fato de ser a última batalha naval da história a ser travada inteiramente com navios a vela. As embarcações aliadas eram melhor armados que os seus oponentes egípcios e otomanos e suas tripulações eram melhor treinadas, o que contribuiu para uma vitória completa.
O fator central a precipitar a intervenção das três grandes potências europeias no conflito grego foram as ambições da Rússia no sentido de expandir-se na região do mar Negro às expensas do Império Otomano, bem como o apoio sentimental russo aos seus correligionários gregos ortodoxos, que se haviam rebelado contra os suseranos otomanos em 1821. Tendo em vista que as intenções russas na região eram consideradas pelas demais potências como uma grande ameaça geoestratégica, a diplomacia britânica e austríaca agiu com a meta de impedir a intervenção da Rússia, esperando que o governo otomano lograsse reprimir a rebelião. Mas em 1825 a ascensão ao trono russo do Tsar Nicolau I, que adotou uma política mais agressiva com respeito à situação grega, obrigou o Reino Unido a intervir, temendo que a Rússia, agindo sozinha, terminasse por desmantelar de uma vez por todas o Império Otomano e estabelecesse uma hegemonia russa no Oriente Próximo. A França juntou-se às outras duas potências contra os otomanos para restaurar seu protagonismo nos assuntos europeus, fragilizado após a sua derrota nas Guerras Napoleônicas. Os governos das três potências também estavam sob intensa pressão das respetivas opiniões públicas, que favoreciam os gregos, especialmente após a invasão do Peloponeso em 1825 pelo vassalo otomano Ibrahim Paxá do Egito e as atrocidades cometidas por suas forças contra a população local.
No tratado de Londres (1827), as potências convieram em forçar o governo otomano a conceder autonomia aos gregos, no seio do Império, e enviaram esquadrões navais ao Mediterrâneo oriental para garantir a execução de sua política. A batalha naval ocorreu mais por acidente do que intencionalmente, resultando de uma manobra pelo comandante-em-chefe aliado, Almirante Codrington, que buscava coagir Ibrahim a obedecer as instruções aliadas. O afundamento da frota mediterrânea do Império Otomano salvou do colapso a jovem República Grega. Entretanto, duas outras intervenções militares foram necessárias - pela Rússia, na forma da Guerra Russo-Turca (1828–1829), e pela França, que enviou uma força expedicionária ao Peloponeso - para compelir a retirada das tropas otomanas da Grécia central e meridional e para garantir a independência grega.

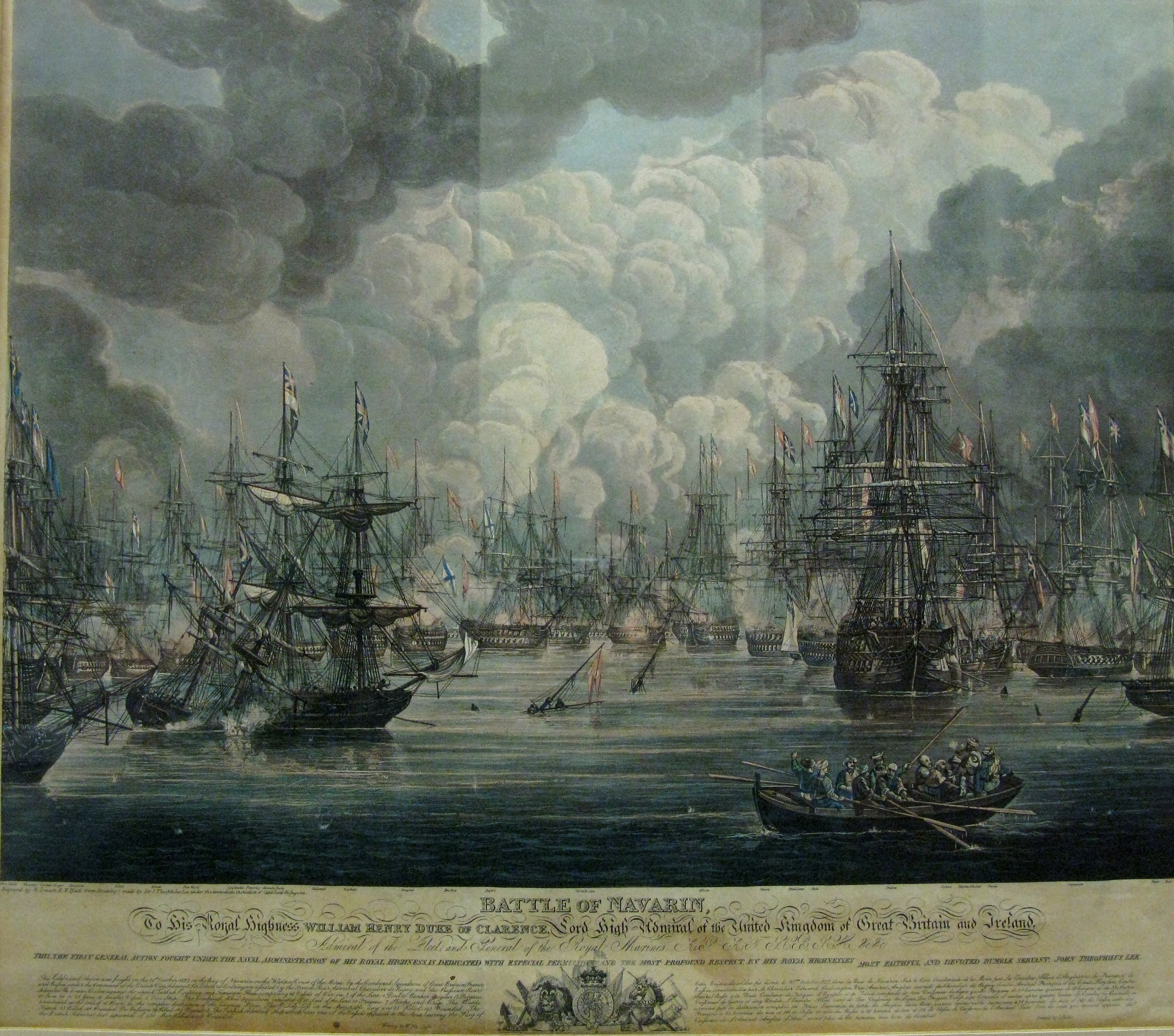
Batalha de Navarino, Museu de História National, Atenas, Grécia

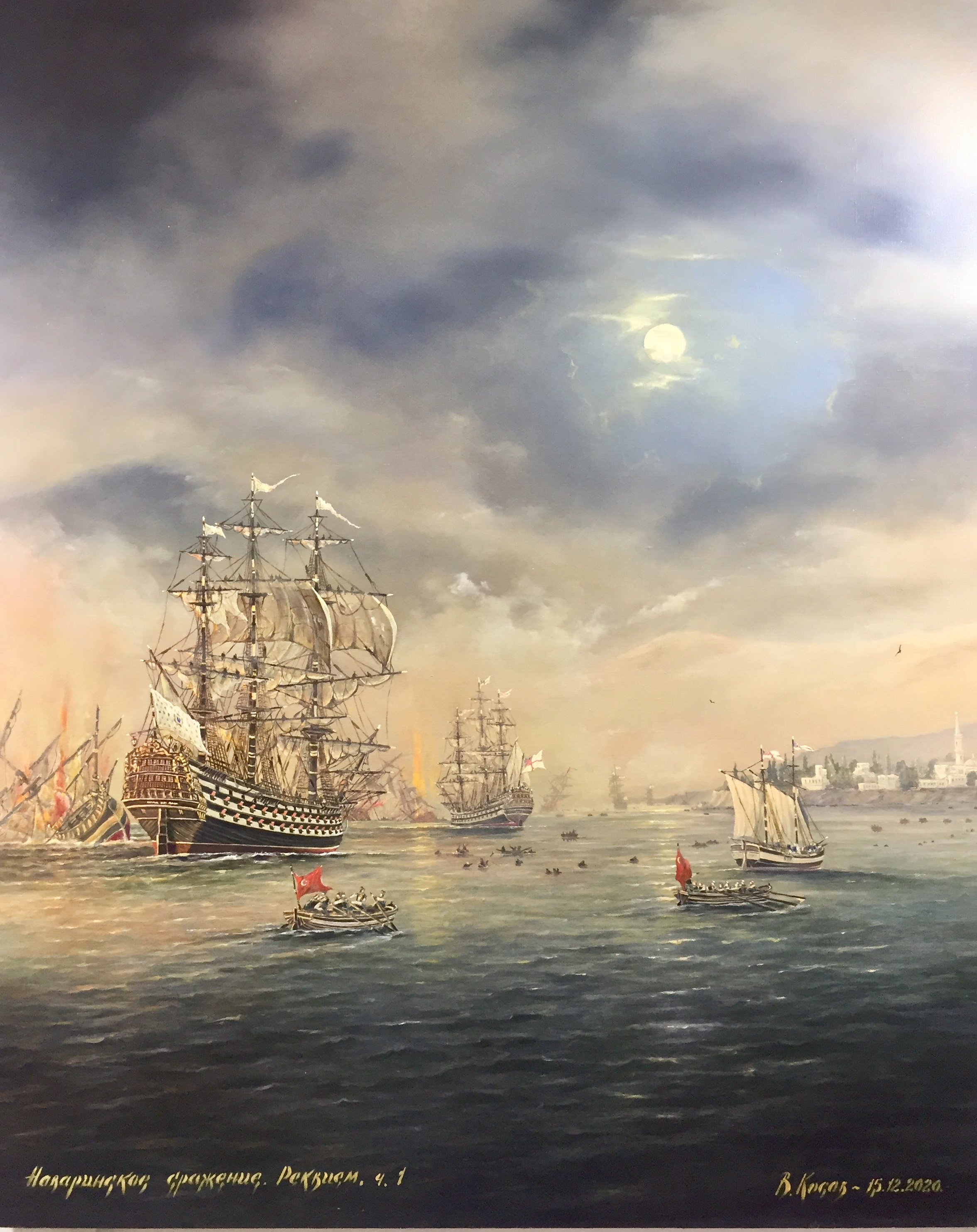
A Batalha de Navarino. REQUIEM.part 1.